# Småtjärnarna (Ytterhogdals socken, Hälsingland)
Småtjärnarna är en sjö i Härjedalens kommun i Hälsingland och ingår i Ljungans huvudavrinningsområde.